# Lijst van Oostenrijkse politieke partijen

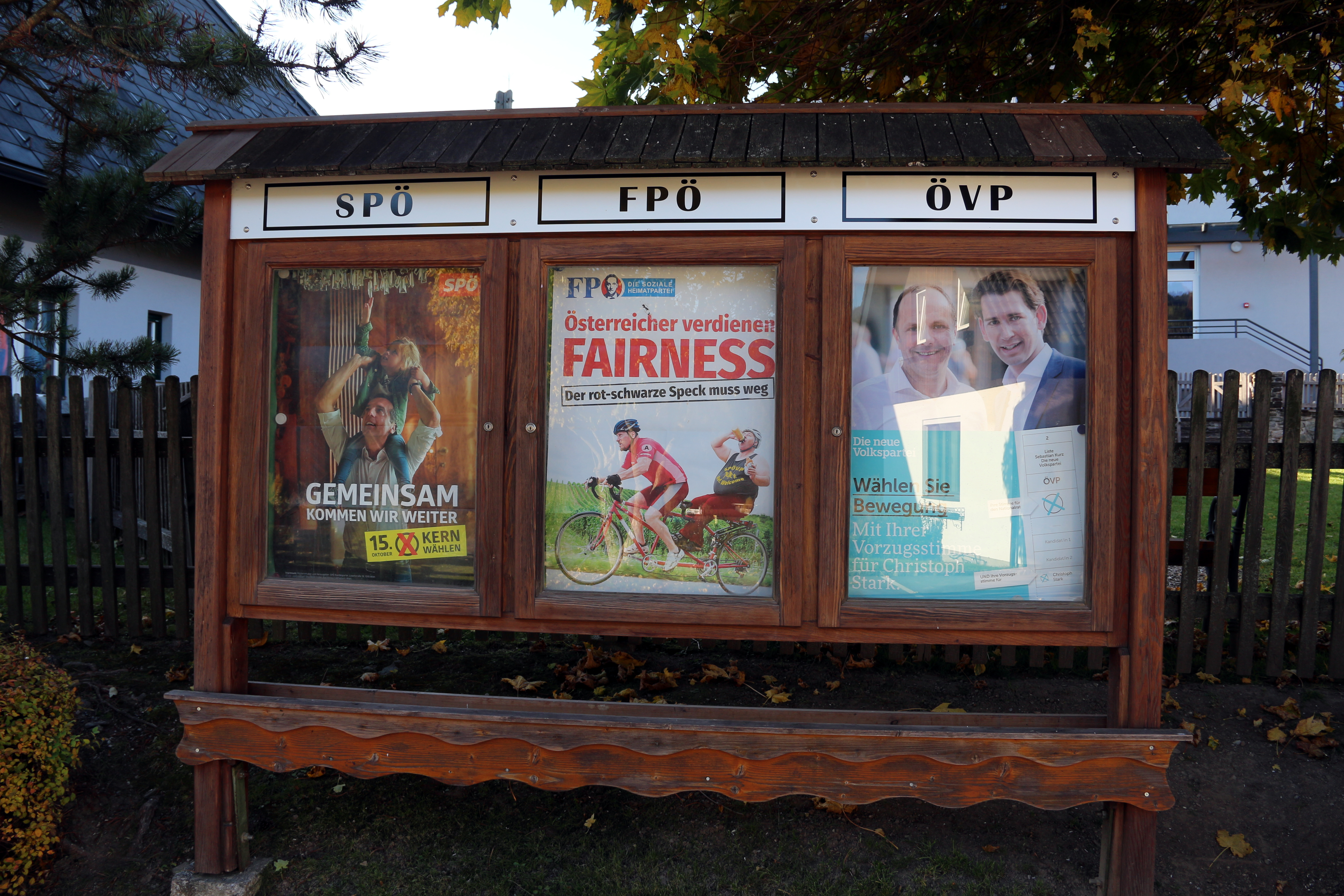
Verkiezingsposters van de grote partijen SPÖ, FPÖ en ÖVP in een Oostenrijks dorpje voor de parlementsverkiezingen van 2017.

Dit artikel bevat een lijst van politieke partijen in Oostenrijk.
Het land heeft een meerpartijenstelsel waarin meerderheidsregeringen, doorgaans met twee partijen, gevormd worden. Sinds de jaren 1940 zijn de sociaaldemocraten SPÖ en de conservatieve christendemocraten ÖVP dominant en hebben zij vaak samen geregeerd in een zogenaamd grote coalitie. 
Andere partijen van belang zijn de (extreem)rechtse FPÖ die doorbrak in de jaren 1990 en coalities heeft gevormd met ÖVP. Later droegen ook de centrumlinkse ecologisten van Die Grünen regeringsverantwoordelijkheid, door in 2019 een regering te vormen met ÖVP en sinds 2016 de president van Oostenrijk te leveren. Het liberale NEOS kwam in de jaren 2010 op. Het aantal partijen in de Nationale Raad is toegenomen van drie in 1959 tot vier in 1986 tot gemiddeld vijf sinds 1994. 
Na de Oostenrijkse parlementsverkiezingen 2024 werd er voor het eerst een driepartijencoalitie gevormd tussen ÖVP, SPÖ en NEOS.
Daarnaast zijn er verschillende partijen actief in bepaalde deelstaten of nationaal maar zonder vertegenwoordiging in de Nationale Raad of Bondsraad. De KPÖ was tot de jaren 1940 een grote nationale partij, verdween nadien uit het parlement, maar keerde in de jaren 2000 terug in verschillende deelstaatsparlementen.

## Parlementair vertegenwoordigde partijen
| Partij | Partij                                                 | Ideologie                                | Richting                 | Europese fractie | Europese fractie | Zetels (2023) | Zetels (2023) | Zetels (2023) | Zetels (2023) | Leden |
| Partij | Partij                                                 | Ideologie                                | Richting                 | Europese fractie | Europese fractie | NR            | BR            | EP            | Landdagen     | Leden |
| ------ | ------------------------------------------------------ | ---------------------------------------- | ------------------------ | ---------------- | ---------------- | ------------- | ------------- | ------------- | ------------- | ----- |
|        | Kommunistische Partei Österreichs (KPÖ)                | Socialisme Communisme                    | Extreemlinks tot links   |                  | GUE/NGL          | 0             | 0             | 0             | 6             |       |
|        | Die Grünen – Die Grüne Alternative (GRÜNE)             | Ecologisme                               | Links tot centrumlinks   |                  | Groenen/EVA      | 26            | 5             | 3             | 48            |       |
|        | Sozialdemokratische Partei Österreichs (SPÖ)           | Sociaaldemocratie                        | Centrumlinks             |                  | S&D              | 40            | 19            | 5             | 133           |       |
|        | Liste Fritz – Bürgerforum Tirol (FRITZ)                | Anti-corruptie Regionalisme              | Centrum                  |                  | Renew Europe     | 0             | 0             | 0             | 3             |       |
|        | NEOS – Das Neue Österreich und Liberales Forum (NEOS)  | Liberalisme                              | Centrum                  |                  | Renew Europe     | 15            | 1             | 1             | 23            |       |
|        | Team Kärnten (TK)                                      | Populisme Regionalisme                   | Centrumrechts            |                  |                  | 0             | 0             | 0             | 5             |       |
|        | Österreichische Volkspartei (ÖVP)                      | Christendemocratie Conservatisme         | Centrumrechts tot rechts |                  | EVP              | 71            | 26            | 7             | 146           |       |
|        | Freiheitliche Partei Österreichs (FPÖ)                 | Nationaal-conservatisme Rechts-populisme | Rechts tot extreemrechts |                  | ID               | 30            | 16            | 3             | 78            |       |
|        | MFG Österreich Menschen – Freiheit – Grundrechte (MFG) | Anti-vaccin Populisme                    |                          |                  |                  | 0             | 0             | 0             | 3             |       |

## Coalities
Vanwege de kiesdrempel van vijf procent en het weinige aantal partijen in parlementen, komt het vaak tot een tweepartijencoalitie. Er is nog nooit een absolute meerderheid door een van de partijen behaald. De klassieke partijen ÖVP en SPÖ hebben samen bijna altijd een meerderheid en kunnen een grote coalitie (GroKo) vormen.
Met de komst van NEOS na 2010 is het politieke landschap meer versplinterd geraakt, waardoor een driepartijencoalitie realistischer werd. De volgende coalities zijn ooit eens op landelijk of op deelstaatniveau voorgekomen of zijn realistisch te noemen.

### Twee partijen
| Partijen       | Naam                                | Voorgekomen (landelijk) | Voorgekomen (deelstaat) |
| -------------- | ----------------------------------- | ----------------------- | ----------------------- |
| ÖVP, SPÖ       | Grote coalitie (GroKo) / Türkis-Rot |                         |                         |
| ÖVP, FPÖ       | Türkis-Blau                         |                         |                         |
| ÖVP, Grüne     | Kiwi-coalitie / Türkis-Grün         |                         |                         |
| ÖVP, NEOS      | Türkis-Pink                         |                         |                         |
| SPÖ, FPÖ       | Rot-Blau                            |                         |                         |
| SPÖ, Grüne     | Rot-Grün                            |                         |                         |
| SPÖ, NEOS      | Rot-Pink                            |                         |                         |
| ÖVP, SPÖ, NEOS | Snoepgoedcoalitie / Türkis-Rot-Pink |                         |                         |

## Historische politieke partijen
| Politieke partij                                          | Politieke partij                                                                                   | Afkorting | Richting             | Ideologie                                                 |
| --------------------------------------------------------- | -------------------------------------------------------------------------------------------------- | --------- | -------------------- | --------------------------------------------------------- |
|                                                           | Christlichsoziale Partei Christelijk-Sociale Partij                                                | CS        | rechts               | christelijk-sociaal corporatisme conservatisme            |
|                                                           | Sozialdemokratische Arbeiterpartei Österreichs Sociaaldemocratische Arbeiderspartij van Oostenrijk | SDAPÖ     | links                | democratisch socialisme austromarxisme                    |
|                                                           | Großdeutsche Volkspartei Groot-Duitse Volkspartij                                                  | GDVP      | rechts               | Groot-Duitse richting nationaal liberalisme conservatisme |
|                                                           | Landbund Landbond                                                                                  | LB        | rechts               | agrarisme conservatisme corporatisme                      |
|                                                           | Heimatsblock Thuisland-Blok                                                                        | HB        | extreemrechts        | austrofascisme nationalisme corporatisme                  |
|                                                           | Vaterländisch Front Vaderlands Front                                                               | VF        | extreemrechts/rechts | corporatisme klerikaal fascisme nationalisme antinazisme  |
|                                                           | Nationalsozialistische Deutsche Arbeiterpartei Nationaalsocialistische Duitse Arbeiderspartij      | NSDAP     | extreemrechts        | nationaalsocialisme fascisme                              |
|                                                           | Verband der Unabhängigena Verband der Onafhankelijken                                              | VdU       | rechts               | rechts populisme nationaal liberalisme                    |
| a Voorloper van de Freiheitliche Partei Österreichs (FPÖ) | |           |                      |                                                           |